# 皋落乡
皋落乡，是中华人民共和国山西省运城市垣曲县下辖的一个乡镇级行政单位。

## 行政区划
皋落乡下辖以下地区：
皋落村、西窑村、张家庄村、西河村、民兴村、岭回村、下回村、墨山底村、李家窑村、南联村、上南才村、武家沟村、槐南白村、老屋沟村、柴火庄村和蓖子沟社区。